# FIBA Diamond Ball 2004 - Torneo femminile
Il torneo FIBA Diamond Ball 2004 for Women si è svolto ad Heraklion, ed è stato vinto dall'Australia.
La squadra degli Stati Uniti non ha partecipato alla manifestazione, anche se era campione del mondo in carica.

## Partecipanti
- Australia
- Brasile
- Cina
- Grecia
- Corea del Sud
- Nigeria

## Fase a gironi

### Gruppo A
| Squadra          | Pts | V - P | Pf - PS |
| ---------------- | --- | ----- | ------- |
| 1. Australia     | 4   | 2 - 0 |         |
| 2. Grecia        | 2   | 1 - 1 |         |
| 3. Corea del Sud | 0   | 0 - 2 |         |

| Heraklion 5 agosto 2004 | Grecia | 70 – 62 | Corea del Sud |  |

| Heraklion 6 agosto 2004 | Corea del Sud | 59 – 84 | Australia |  |

| Heraklion 7 agosto 2004 | Australia | 75 – 57 | Grecia |  |

### Gruppo B
| Squadra    | Pts | V - P | Pf - Ps |
| ---------- | --- | ----- | ------- |
| 1. Cina    | 4   | 2 - 0 |         |
| 2. Brasile | 2   | 1 - 1 |         |
| 3. Nigeria | 0   | 0 - 2 |         |

| Heraklion 5 agosto 2004 | Brasile | 78 – 63 | Nigeria |  |

| Heraklion 6 agosto 2004 | Nigeria | 72 – 82 | Cina |  |

| Heraklion 7 agosto 2004 | Cina | 86 – 85 | Brasile |  |

## Finali
V-VI posto
| Heraklion 8 agosto 2004 | Corea del Sud | 89 – 78 | Nigeria |  |

III-IV posto
| Heraklion 8 agosto 2004 | Grecia | 70 – 73 | Brasile |  |

I-II posto
| Heraklion 8 agosto 2004 | Australia | 74 – 70 | Cina |  |

## Classifica
| -  | Team          |
| -- | ------------- |
|    | Australia     |
|    | Cina          |
|    | Brasile       |
| 4. | Grecia        |
| 5. | Corea del Sud |
| 6. | Nigeria       |